# Sangaris duplex
Sangaris duplex är en skalbaggsart som först beskrevs av Bates 1881.  Sangaris duplex ingår i släktet Sangaris och familjen långhorningar.
Artens utbredningsområde är Paraguay. Inga underarter finns listade i Catalogue of Life.